# Brachytrita amara
Brachytrita amara là một loài bướm đêm trong họ Geometridae.